# 佩克西奥拉
佩克西奥拉（法語：Pexiora，法語發音：[pɛksjɔʁa] ⓘ）是法国奥德省的一个市镇，位于该省西北部，属于卡尔卡松区。

## 地理
佩克西奥拉（43°16'5"N, 2°2'12"E）面积13.16 平方千米，位于法国奧克西塔尼大區奥德省，该省份为法国南部沿海省份，北起塔恩省，西北接上加龙省，西接阿列日省，南至东比利牛斯省，东临地中海，东北与埃罗省接壤。
与佩克西奥拉接壤的市镇（或旧市镇、城区）包括：拉斯博尔德、洛拉比克、圣马丹拉朗德、维拉萨瓦里、维勒潘特。
佩克西奥拉的时区为UTC+01:00、UTC+02:00（夏令时）。

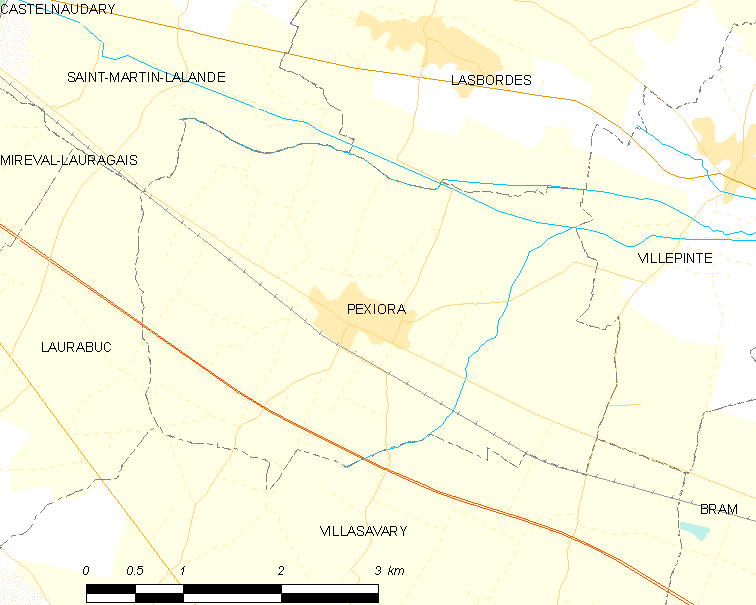
佩克西奥拉的OSM定位图

## 行政
佩克西奥拉的邮政编码为11150，INSEE市镇编码为11281。

## 政治
佩克西奥拉所属的省级选区为拉皮耶日欧拉泽斯县。

## 人口

1962-2008年间佩克西奥拉人口变化图示

佩克西奥拉于2022年1月1日时的人口数量为1264人。